# ألبرت ديريك
ألبرت ديريك (بالإنجليزية: Albert Derrick)‏ (8 سبتمبر 1908 بنيوبورت في المملكة المتحدة - 5 يونيو 1975) هو لاعب كرة قدم ويلزي في مركز الهجوم.